# خنوم حتب الأول
خنوم حتب الأول كان أمير مقاطعة الغزال المصرية القديمة في عهد أمنمحات الأول من الأسرة المصرية الثانية عشر، المملكة الوسطى.

## السيرة الشخصية
من النقوش الموجودة في قبر خنوم حتب معروف ظهر مع الملك في أسطول يبلغ نحو عشرين سفينة مصنوعة من خشب الأرز، وأنه هزم العدو في مصر، وأخضع السود والأسيويين الذين كانوا في معسكر العدو، واستولى على الأراضي المنخفضة والأراضي العالية في كلا القطرين، وقد كافأه أمنمحات الأول بأن جعله أميرًا على بلدة منعات خوفو  